# Moscatel de Setúbal

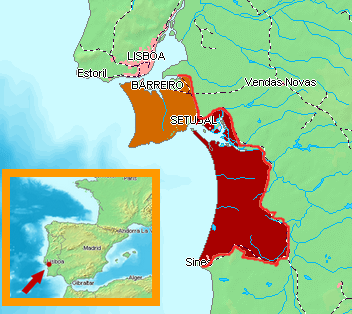

Moscatel de Setúbal é uma Denominação de Origem Controlada, (DOC) portuguesa conhecida pelos vinhos generosos produzidos de castas moscatel na origem demarcada com centro em Azeitão. A região, que usufrui de um clima misto, sub-tropical e mediterrânico, influenciado pela proximidade do mar e dos rios Tejo e Sado, foi demarcada em 1907/1908 

## Características
O Moscatel de Setúbal é um vinho fortificado (Vulgo licoroso), com uma graduação entre 17º e 18º. A cor varia do topázio claro ao topázio queimado e quando velho ganha um inconfundível perfume.
Existem dois tipos de Moscatel de Setúbal, o branco e o roxo, mais raro. As designações tradicionais "Moscatel de Setúbal" e "Roxo" estão reservadas para os vinhos DOC Setúbal elaborados com, pelo menos, 67% de mosto proveniente destas castas. A menção "Superior" pode ser utilizada como designativo de qualidade.
A certificação da DOC Setúbal é feita pela Comissão Vitivinícola Regional da Península de Setúbal.
Ver: www.moscateldesetubal.com

## Castas
- Principais castas tintas: Moscatel Galego Roxo[1]
- Principais castas brancas: Moscatel de Setúbal (Moscatel Graúdo)

## Área geográfica
A área geográfica correspondente à Denominação de Origem "Setúbal" abrange os concelhos de Palmela, Setúbal e parte da freguesia de Nossa Senhora do Castelo, do concelho de Sesimbra.